# 大唐庄镇
大唐庄镇，是中华人民共和国天津市宝坻区下辖的一个乡镇级行政单位。

## 行政区划
大唐庄镇下辖以下地区：
大唐庄村、南里自沽村、董塔庄村、毛家庄村、大张庄村、运家庄村、北李庄村、董槐庄村、董麻庄村、董官庄村、狼尔窝村、南里庄村、鲫渔淀村、小马庄村、大马庄村、东杜庄村、陶家庄村和东淀村。